# Laredo Bucks
Die Laredo Bucks waren ein US-amerikanisches Eishockey-Team aus Laredo, Texas in der Central Hockey League, einer nordamerikanischen Minor League. Seine Heimspiele trug das Team im 8.000 Zuschauer fassenden Laredo Entertainment Center aus.

## Geschichte
Nach dem großen Erfolg der Central Hockey League im Süden Texas’, entschloss sich Laredo dazu, das erste professionelle Sport-Franchise der Stadt zu gründen. Am 12. August 2002 wurde der Bau des 46,5 Millionen US-Dollar teuren, hochmodernen Laredo Entertainment Centers beschlossen, nachdem die Bürger eine Steuererhöhung in Kauf genommen hatten. Heute wird die Arena von der SMG Management Gruppe betrieben.
Das neu gegründete Team startete 2002/03 in der Southeast Division und damit in der Southern Conference in seine erste CHL-Saison. Schon in dieser Spielzeit wurde ein Zuschauerschnitt von 6.200 (78 % Auslastung) in der regulären Saison bzw. 6.500 Besuchern (81 % Auslastung) in den Play-offs erreicht. In den Spielzeiten 2003/04 und 2005/06 gewann das Team unter Cheftrainer Terry Ruskowski den Ray Miron President’s Cup und damit die Meisterschaft der CHL. Bei den Finalteilnahmen 2005 und 2007 scheiterten die Bucks jeweils an den Colorado Eagles. Zudem gewannen die Bucks die Titel der Southeast Division in den zwischen 2003 und 2008 fünf Mal in Folge.
Seit ihrer Gründung 2002 bis 2007 arbeiteten die Laredo Bucks mit den San Antonio Rampage aus der American Hockey League zusammen, von 2002 bis 2005 waren zudem die Florida Panthers Kooperationspartner in der National Hockey League. Von 2005 bis 2007 waren die Bucks Farmteam der Phoenix Coyotes aus der NHL.
Nach der Saison 2011/12 stellten die Laredo Bucks mit sofortiger Wirkung den Spielbetrieb ein. Anschließend wurde das Team verkauft und nach Saint Charles, Missouri umgesiedelt, wo es mit Beginn der Spielzeit 2013/14 unter dem Namen St. Charles Chill am Ligabetrieb der Central Hockey League teilnahm.

## Saisonstatistik
Abkürzungen: GP = Spiele, W = Siege, L = Niederlagen, T = Unentschieden, OTL = Niederlagen nach Overtime SOL = Niederlagen nach Shootout, Pts = Punkte, GF = Erzielte Tore, GA = Gegentore, PIM = Strafminuten
| Saison  | GP | W  | L  | T | OTL | SOL | Pts | GF  | GA  | Platz         | Playoffs                        |
| 2002–03 | 64 | 41 | 17 | — | 6   | —   | 88  | 253 | 184 | 2., Southeast | Niederlage in der zweiten Runde |
| 2003–04 | 64 | 48 | 8  | — | 8   | —   | 104 | 262 | 145 | 1., Southeast | Miron Cup                       |
| 2004–05 | 60 | 35 | 22 | — | 3   | —   | 73  | 196 | 148 | 1., Southeast | Niederlage im Finale            |
| 2005–06 | 64 | 43 | 15 | — | 6   | —   | 92  | 237 | 156 | 1., Southeast | Miron Cup                       |
| 2006–07 | 64 | 42 | 17 | — | 5   | —   | 89  | 219 | 170 | 1., Southeast | Niederlage im Finale            |
| 2007–08 | 64 | 42 | 19 | — | 3   | —   | 87  | 233 | 161 | 1., Southeast | Niederlage in der dritten Runde |
| 2008–09 | 64 | 36 | 23 | — | 5   | —   | 77  | 214 | 187 | 2., Southeast | Niederlage in der zweiten Runde |
| 2009–10 | 64 | 32 | 20 | — | 12  | —   | 76  | 218 | 215 | 3., Southern  | Niederlage in der zweiten Runde |
| 2010–11 | 66 | 24 | 34 | — | 8   | —   | 56  | 194 | 228 | 9., Berry     | nicht qualifiziert              |
| 2011–12 | 66 | 25 | 38 | — | 1   | 2   | 53  | 175 | 246 | 6., Berry     | nicht qualifiziert              |

## Teamrekorde
- Reguläre Saison
  - Tore: Jeff Bes – 46 (2007/08)
  - Assists: Jeff Bes – 78 (2003/04)
  - Punkte: Jeff Bes – 117 (2003/04)
  - Strafminuten: Mike Amodeo – 300 (2003-04)
  - wenigste Gegentore: Dov Grumet-Morris – 2,03 pro Spiel (2005/06)
  - Fangquote: David Guerrera – 93,2 % (2003/04)

- Karriere
  - Tore: Jeff Bes – 219
  - Assists: Jeff Bes – 421
  - Punkte: Jeff Bes- 640
  - Strafminuten: James Hiebert – 948
  - Siege Torhüter: David Guerrera – 43
  - Shutouts: David Guerrera – 6
  - Spiele: Jeff Bes – 458

## CHL-Awards
Bei den vergangenen Verleihungen der CHL Awards gingen verschiedene Spieler und Trainer als Preisträger hervor:
- 2002/03
  - Michel Périard – Bester Verteidiger

- 2003/04
  - Jeff Bes – MVP der regulären Saison
  - Jeff Bes – Joe Burton Award (Topscorer)
  - David Guerrera – Rookie of the Year
  - David Guerrera – MVP der Playoffs

- 2005/06
  - Serge Dube – Bester Verteidiger
  - Terry Ruskowski – CHL Coach of the Year
  - Jeff Bes – MVP der Playoffs
  - Dov Grumet-Morris – CHL All-Rookie Team
  - Adam Rivet – CHL All-Rookie Team
  - Serge Dube – All-CHL Team

- 2006/07
  - Bobby Chaumont – CHL All-Rookie Team

- 2007/08
  - Jeff Bes – All-CHL Team
  - Jeff Bes – MVP der regulären Saison

- 2008/09
  - Darryl Smith – CHL Rookie of the Year
  - Darryl Smith – CHL All-Rookie Team